# Филипп Траум
«Фили́пп Тра́ум» — телевизионный двухсерийный художественный фильм режиссёра Игоря Масленникова по мотивам повести «Таинственный незнакомец» Марка Твена, снятый совместно советскими и чешскими кинематографистами по заказу Гостелерадио СССР. Премьера состоялась 30 сентября 1990 года. Также был перемонтирован для показа в кинотеатрах под названием «Хроника сатаны-младшего».

## Сюжет
Фильм переносит зрителя в средневековую Европу, во времена инквизиции. Конец XVI века, Австрия, Бургенланд, предместье Вены. Небольшой городишко Эзельдорф (дословно «деревня ослов», сочетание слов нем. esel и нем. dorf, не существующий в реальности; созвучное название носит в Бургенланде городок Эзельштадт, в который изначально и направлялся главный герой, но волей судьбы он случайно оказывается в Эзельдорфе), находящийся под практически полным подчинением председателя духовного трибунала Файертага, посещает странный молодой человек, представившийся встретившим его мальчишкам (сыну органиста Теодору, сыну кабатчика Сеппи и сыну судьи Николаусу) Филиппом Траумом — путешественником и магом. Позже Траум сознается в том, что он сатана (точнее, как следует из оригинального произведения Марка Твена, является сатаной-младшим и приходится племянником падшему ангелу).
Мальчики просят чудесного незнакомца улучшить жизнь бескорыстного отца Питера и его племянницы Маргарет, в которую тайно влюблены инквизитор Файертаг и его секретарь Вильгельм. Однако возникший ниоткуда кошель отца Питера, набитый золотыми монетами, лишь ухудшает положение дел. Файертаг, желая заполучить деньги, бросает отца Питера в тюрьму, обвинив его в краже.
Филипп Траум устраивает помолвку Маргарет и Вильгельма. Помолвка сопровождается различными чудесными явлениями, свидетелем которых становится и взбешенный Файертаг. Он начинает плести сети обвинений в колдовстве и сотрудничестве с дьяволом вокруг Маргарет, смотрителя княжеского замка Феликса Брандта, относящегося с симпатией к мальчишкам и Маргарет, и, наконец, самого Траума.
Мальчики приходят в восторг от каждого нового трюка таинственного незнакомца и, не опасаясь последствий, просят того предсказать их судьбу. Однако предсказания не так радужны, и мальчики в очередной раз умоляют Траума переделать будущее. В результате, спасая тонущую девочку, гибнет Николаус.
На суде над отцом Питером Брандт в последний момент разоблачает козни Файертага.
Отец Питер, как и было обещано Траумом, счастливый в своём безумии, покидает городок с труппой бродячих актёров. Файертаг подговаривает жителей городка идти на штурм замка, в котором укрылся Брандт и Маргарет. Проносящаяся в небе Дикая охота служит знаком того, что Филипп Траум покидает город. Она же, заставляя жителей Эзельдорфа разбежаться в ужасе, уносит с собой Теодора, Маргарет и Брандта, а председателя духовного трибунала обращает в столб пламени.
После отъезда Филиппа Траума ни один из взрослых жителей города не может вспомнить, как именно выглядел таинственный незнакомец. Пока взрослые строят догадки, Сеппи, перенимающий дело своего отца, оказывается единственным в этой компании, кто запомнил образ таинственного незнакомца правильно, сообщает, что Филипп Траум был не кто иной, как благородный юноша с голубыми глазами и золотыми волосами. И что, вероятно, он вернётся, так как в город приезжает новый председатель духовного трибунала.

## В ролях
- Габриель Воробьев — Филипп Траум
- Филипп Козлов — Теодор
- Дима Суворов — Сеппи
- Дима Мамонтов — Николаус
- Ия Парулава — Маргарет
- Евгений Весник — Брандт
- Алексей Зубарев — Файертаг
- Константин Воробьев — Вильгельм Мейдлинг
- Юри Ярвет — Отец Питер

- Елена Сафонова — Кристина, мать Николауса
- Пётр Меркурьев — Фишер, органист
- Анатолий Сливников — Вольмайер
- Евгений Платохин — судья Вюрбург
- Адольф Ильин — монах

в эпизодах:
- Нора Грякалова — Урсула
- Валери Капланова— Нара
- Александр Ануфриев (в титрах значится как А. Ануфриенко) — бродячий актёр
- Евгений Ануфриев (в титрах значится как Е. Ануфриенко) — бродячий актёр
- Йозеф Врана
- Юрий Гальцев — бродячий актёр
- Даниэль Ланда
- Иржи Ружичка - бродячий актёр, роль "Маргарита"
- Аркадий Коваль — бродячий актёр, роль "Фауст"
- Семён Фурман — бродячий актёр, роль "Дьявол"
- Борис Самошин - судья

## Съёмочная группа
- Режиссёр-постановщик: Игорь Масленников
- Сценаристы: Игорь Адамацкий, Евгений Шмидт
- Оператор-постановщик: Николай Строганов
- Композитор: Виктор Кисин
- Художник: Наталия Кочергина
- Звукооператор: Галина Лукина
- Солист: Андрей Сигле
- Художник по костюмам: Нелли Лев
- Художник-гримёр: Б. Соловьёв
- Монтаж: Зинаида Шорохова
- Режиссёр: Л. Гальба
- Операторы: В. Гусев, Юрий Плешкин
- Комбинированные съёмки: оператор Игорь Плаксин, художник Виктор Оковитый
- Редактор: Н. Чирсков
- Режиссёрская группа: И. Заиграева, И. Шлионская, И. Надточий
- Художник-декоратор: Т. Воронкова
- Ассистенты: монтажёра Ю. Румянцева, художника по костюмам А. Болотовская, звукооператора А. Волкова
- Костюмер: Л. Савинова
- Гримёр: М. Лебедева
- Реквизитор: Г. Колесникова
- Пиротехник: Александр Яковлев
- Мастер по свету: В. Литовченко
- Цветоустановщик: Л. Косарева
- Административная группа: М. Герасимов, Г. Крутиус, Ю. Сапронов, В. Царьков
- Директор: Игорь Визгин

## Съёмки фильма
Фильм был снят целиком в Чехии в Градец-Кралове, замке Бузов и прилегающем к замку городе Лоштице. По свидетельству Игоря Масленникова, съёмки фильма происходили в тягостной, мрачной атмосфере. Евгений Весник, играющий старого Брандта, был единственным, кто пытался поднять дух съёмочной группы. Габриель Воробьёв является частичным альбиносом (у него голубые глаза), поэтому для придания большей «странности» Филиппу Трауму было решено не перекрашивать ему волосы. В финале Юри Ярвет произносит фрагмент монолога короля Лира из пьесы Шекспира. Ярвет также играл роль короля Лира в кинофильме 1970 года.

## Прокат
«Филипп Траум» был показан всего один раз по Центральному телевидению, а после этого «положен на полку», однако в 2011 году фильм был показан на телеканале «Детский мир». До 2007 года «Филипп Траум» не издавался ни на видео, ни на DVD. Долгое время считалось, что фильм утрачен.

## «Хроника сатаны-младшего»
Фильм был перемонтирован для показа в кинотеатрах. Новая версия получила название «Хроника сатаны-младшего» и длительность 128 минут (стала короче телеверсии на 9 минут). Фильм имел крайне малое количество прокатных копий, поэтому его прокат был ограничен.